# Leptoma
Leptoma (do grego: λέπτος, léptos, "delicado") é uma designação utilizada em botânica para descrever estruturas anatómicas dos briófitos, nomeadamente o feixe condutor de água presente em alguns musgos (na realidade um floema rudimentar) constituído por células especializadas designadas por leptoides. Noutros campos o termo é usado para designar a parte condutora do mestoma e em palinologia o termo é usado para designar a região dos grãos de pólen onde a parede é adelgaçada.